# Agustín Pavó
Agustín Pavó (ur. 28 maja 1962) – kubański lekkoatleta specjalizujący się w długich biegach sprinterskich.

## Sukcesy sportowe
W 1982 zdobył w Hawanie srebrny medal igrzysk Ameryki Środkowej i Karaibów w biegu na 400 metrów. Był również dwukrotnym (Hawana 1982, Santiago de los Caballeros 1986) złotym medalistą igrzysk Ameryki Środkowej i Karaibów w sztafecie 4 x 400 metrów. W 1983 zdobył w Santa Fe srebrny medal mistrzostw Ameryki Południowej w biegu na 400 metrów. W 1987 zdobył w Rzymie brązowy medal mistrzostw świata w biegu sztafetowym 4 × 400 metrów (wspólnie z Leandro Peñalverem, Lázaro Martínezem i Roberto Hernándezem). W 1991 zdobył w Hawanie złoty medal igrzysk panamerykańskich w sztafecie 4 × 400 metrów. W 1991 wystąpił w finale biegu sztafetowego 4 × 400 metrów podczas mistrzostw świata w Tokio, zajmując 8. miejsce.

## Rekordy życiowe
- bieg na 400 metrów – 45,71 – Santiago de Cuba 06/03/1982